# Anita Bulath
Anita Bulath (født 20. september 1983) er en ungarsk håndboldspiller, der spiller for Dunaújvárosi NKS. Hun kom til klubben i 2014. Hun har tidligere optrådt for Dunaferr (Ungarn), FCK Håndbold, Podravka Koprivnica (Kroatien), Debreceni VSC (Ungarn) og Veszprém Barabás KC (Ungarn). Hun har siden 2004 været en fast del af det ungarske håndboldlandshold.

## Karriere

### Viborg HK
Hun kom til Viborg HK i midten af første halvdel af sæsonen 2012/2013.